# Журавлёв, Василий Никифорович
Василий Никифорович Журавлёв (род. 15 декабря 1939) — передовик советского машиностроения, наладчик автоматической линии сварки Сердобского машиностроительного завода Министерства автомобильной промышленности СССР, Пензенская область, полный кавалер Ордена Трудовой Славы (1986). Почётный гражданин города Сердобска (2005).

## Биография
Родился в селе Степок Москаленского района Омской области в русской семье. В 1949 году стал обучаться в школе, после завершения обучения в 6 классе начал свою трудовую деятельность, стал работать разнорабочим. Позже, по достижении 18 лет, был призван в ряды Советской Армии.
После службы в армии в 1963 году приехал на постоянное место жительство в город Сердобск Пензенской области и трудоустроился на машиностроительный завод фрезеровщиком, затем с 1964 по 1969 годы работал трактористом в деревне Фёдоровка Омской области.
В 1969 году вновь возвратился в Сердобск и продолжил работать на Сердобском машиностроительном заводе Минавтопрома СССР. Сумел овладеть несколькими рабочими специальностями: фрезеровщик, наладчик электросварочного оборудования. В 1978 году стал трудиться наладчиком на автоматическую линию сварки «КУКА». Добивался высоких производственных результатов.
Указом Президиума Верховного Совета СССР от 27 апреля 1976 года был награждён орденом Трудовой Славы III степени. 
Указом Президиума Верховного Совета СССР от 31 марта 1981 года был награждён орденом Трудовой Славы II степени.
Работая на заводе, без отрыва от производства в 1985 году окончил 11-й класс общеобразовательной школы рабочей молодёжи. 
Указом Президента СССР от 10 июня 1986 года за достижение высоких результатов в выполнении планов был награждён орденом Трудовой Славы I степени. Стал полным кавалером Ордена Трудовой Славы.
В мае 1995 года вышел на заслуженный отдых. 
В 2005 году решением органов муниципальной власти города Сердобска стал "Почётным гражданином города".
Живёт в Сердобске Пензенской области. 

## Награды и звания
- Орден Трудовой Славы - I степени (10.06.1986);
- Орден Трудовой Славы - II степени (31.03.1981);
- Орден Трудовой Славы - III степени (27.04.1976);
- Почётный гражданин Сердобска (2005).